# Тируппур
 Тируппур (там. திருப்பூர், англ. Tirupur) — город на юге Индии, на западе штата Тамил-Наду.
Тируппур — центр трикотажной промышленности Индии. 90 % экспорта трикотажа из Индии приходится на предприятия, расположенные в городе.